# Jean Delhaye
Pour les articles homonymes, voir Delhaye et Jean Delhaye (architecte).
Jean Delhaye (Lourches, France, 25 février 1921 – Paris, 2 avril 2001) est un astronome français. 
Il fut le directeur de l’Observatoire de Paris entre 1967 et 1971, puis le directeur de l’Institut national d'astronomie et de géophysique (INAG - CNRS) de 1971 à 1979, devenu depuis Institut national des sciences de l'univers (INSU - CNRS). Il fut aussi membre puis président du Bureau des longitudes, membre correspondant de l’Académie des sciences, et maître de conférences à l'École polytechnique.

## Biographie
Après des études secondaires à Valenciennes, puis des études supérieures à l'Université de Rennes et à l'Université de Paris, il obtient le grade de docteur ès sciences mathématiques à la Sorbonne en 1950 sur le sujet « Contribution à l’étude de la distribution des vitesses stellaires ». Il acquiert, au cours de ce travail, une formation auprès des meilleurs spécialistes mondiaux de la dynamique galactique, Jan Oort à Leyde et Bertil Lindblad à Stockholm. Très apprécié par son directeur de thèse, André Danjon, alors directeur de l’observatoire de Paris, il commence sa carrière d’astronome à l’observatoire de Paris comme assistant de 1943 à 1949, comme aide-astronome de 1949 à 1954, puis comme astronome-adjoint de 1953 à 1957.
En 1957, André Danjon demande à Jean Delhaye de prendre la direction de l’observatoire de Besançon devenue vacante, et de donner une vigueur nouvelle à cet établissement. En parallèle, Jean Delhaye exerce des fonctions d’enseignement à l’université de Besançon, d'abord chargé de l’enseignement de l’astronomie de 1957 à 1959, puis comme professeur titulaire de la chaire d’astronomie de 1959 à 1964. Il remplit entièrement sa mission, constituant à Besançon une équipe de jeunes chercheurs, dont un sous-groupe crée un modèle dynamiquement cohérent de notre Galaxie, connu sous le nom de « Modèle de Besançon ». En 1960 Jean Delhaye est nommé chevalier de l’ordre des palmes académiques.
De 1961 à 1964, sous l’impulsion d'André Danjon, Jean Delhaye a un rôle essentiel, et qui lui tenait particulièrement à cœur, dans la création de l’enseignement et de la recherche en astronomie au Brésil : organisation de l’enseignement à Rio de Janeiro et São Paulo, participation à cet enseignement, sélection des premiers jeunes chercheurs venus en France pour y parfaire leur formation et y préparer leur thèse, rôle de « Conseil » à Rio de Janeiro, São Paulo et Bello Horizonte, création d’une station d’astrométrie et projet d’installation d’un grand télescope. Ce sera le début de nombreuses coopérations, suivies et fructueuses, entre astronomes brésiliens et français, en particulier de l’Observatoire de Paris.
En 1964, Jean Delhaye revient à l’observatoire de Paris, comme astronome titulaire et directeur adjoint de l'établissement. Il entre cette même année à l'Académie des sciences en tant que membre correspondant. En 1965 il est promu officier de l’ordre des palmes académiques, puis est nommé deux ans après chevalier de l’ordre de la légion d’honneur.  
En 1967 Jean Delhaye devient le directeur de l'observatoire de Paris, et continue à vivifier l’astrométrie au niveau national et international. Il restera directeur de l’observatoire jusqu’en 1971.
De 1971 à 1979, Jean Delhaye est appelé à diriger l’Institut national d'astronomie et de géophysique (INAG) du CNRS, l'actuel Institut national des sciences de l'univers (INSU - CNRS). Il est promu en 1975 officier de l’ordre national du Mérite, puis reçoit la Médaille Janssen en 1979. Pendant cette période, il est également directeur scientifique du département Terre-Océan-Espace du CNRS, et continue parallèlement à enseigner l’astrophysique, à l’École Polytechnique notamment. En 1978, Il accède au grade de commandeur de l’ordre des palmes académiques, puis est promu en 1979 docteur honoris causa par la faculté des sciences de l’Université de Lausanne.
De 1980 à 1987, Jean Delhaye continue son travail de chercheur, au sein de l'observatoire de Paris et du bureau des Longitudes, qu'il préside. 
En 1987, estimant vital "de savoir ménager aux jeunes une place correcte sur Terre", Jean Delhaye prend sa retraite professionnelle. Il continua cependant jusqu’à sa mort à suivre et à contribuer avec passion aux avancées de notre connaissance de l’Univers. Il observa les premières détections confirmées d’exoplanètes comme l'un des évènements parmi les plus remarquables dans l'Histoire de l'humanité.
En 1993, Jean Delhaye est promu commandeur de l’ordre national du Mérite.
Il meurt en 2001, première année du troisième millénaire selon les astronomes. Son épouse Jeanne est morte en 2014.

## Contributions et travaux scientifiques
Les recherches scientifiques effectuées par Jean Delhaye ont contribué de façon majeure à notre compréhension de la Galaxie : il est l’un des premiers à associer les propriétés cinématiques des étoiles, obtenues par des observations astrométriques, à leurs propriétés physiques (température, gravité, métallicité, âge…) déduites d’observations photométriques ou spectroscopiques, et à en étudier les corrélations. Les premières sont liées à la position des étoiles dans la Galaxie et à la manière dont elles suivent, ou ne suivent pas, le mouvement de rotation d’ensemble de celle-ci. Les secondes traduisent l’appartenance des étoiles à une population donnée (le concept de Population stellaire, introduit par Walter Baade en 1944, est alors développé par Adriaan Blaauw). Il découvre en particulier, dès 1953, la très grande différence entre les propriétés cinématiques des étoiles naines de type M avec et sans raies en émission dans leur spectre.
C’est aussi en 1953 qu’est publiée l’« Astronomie Stellaire ». Cet ouvrage fait le point sur les connaissances de l’époque sur les étoiles, les méthodes de détermination de leurs distances et de leurs mouvements, les notions d’amas stellaires et de populations stellaires, sur la structure, la cinématique et la dynamique galactiques. Jean Delhaye montre en particulier dans ce texte l’importance des méthodes de la statistique mathématique pour l’analyse de données d’observation de plus en plus nombreuses et de plus en plus variées, en vue de la compréhension de « la structure actuelle de l’univers et de son évolution ».
En 1965, Jean Delhaye contribue à l’un des volumes de la série « Stars and Stellar Systems », « Galactic Structure », bible des chercheurs travaillant dans ce domaine pendant près de deux décennies. Dans cet article de référence, Jean Delhaye est alors l’un des premiers à montrer l’importance du classement des étoiles en groupes physiquement homogènes pour obtenir des résultats satisfaisants sur leur comportement cinématique. Il en montre l’importance cruciale dans l’étude des mouvements « particuliers » des étoiles, c’est-à-dire leurs mouvements par rapport à la rotation d’ensemble de la Galaxie. Son article présente la caractérisation cinématique de tous les types d’étoiles les plus courants. Ceci lui permet de déterminer le mouvement du Soleil, toujours par rapport à la rotation d’ensemble de la Galaxie. Cette valeur du mouvement du Soleil fait référence pendant plus de 30 ans, et les résultats d’Hipparcos ne la modifient que peu.
Dans cet article majeur, il poursuit aussi les travaux qu’il a initiés sur les étoiles naines de type M, et fait le point sur les différences de caractéristiques cinématiques de différents autres types d’étoiles. En particulier, il montre que les étoiles géantes de type K dont les orbites sont très inclinées sur le plan galactique se comportent très différemment, d’un point de vue cinématique, de celles dont les orbites sont dans le plan ou proche de celui-ci. Il montre de plus que ces dernières ont une distribution de vitesse très proche des étoiles de type A. Ces études pionnières ouvrent la voie à la distinction entre disque « mince » et disque « épais », deux composantes essentielles de notre Galaxie.
Par l’ensemble de ces travaux, Jean Delhaye est l’un des principaux artisans du renouveau de l’astrométrie et de la statistique stellaire, non seulement en France, mais plus généralement en Europe et au sein de l’Union Astronomique Internationale. Son influence sera déterminante dans deux grandes réalisations européennes : la création du Centre de données astronomiques de Strasbourg, d'abord appelé « Centre de Données Stellaires » à l’observatoire de Strasbourg en 1972, et la construction du premier satellite astrométrique, Hipparcos, lancé en 1989 par l’Agence spatiale européenne.
Dès la fin des années 60, plusieurs astronomes européens prennent conscience de l’importance, pour l’étude de la Galaxie, de rassembler les données d’observation sur les étoiles, données qui deviennent de plus en plus nombreuses, et de donner aux astronomes des moyens efficaces pour les utiliser. Jean Delhaye fait partie de ces pionniers, avec Roger Cayrel et Adriaan Blaauw. L’idée de la création d’un « Centre de données stellaires » est alors envisagée avec Pierre Lacroute, alors directeur de l’observatoire de Strasbourg, lors d’une réunion cruciale le 8 janvier 1969. L’urgence de la création d’un tel centre, permettant un accès facile à l’ensemble des données observées sur une même étoile, ainsi qu’aux articles correspondants, et ce pour un très grand nombre d’étoiles, est soulignée par les instances de l’Union astronomique internationale dès la mi-1969, et soutenue par l’Assemblée Générale de Brighton en 1970. C’est Jean Delhaye, devenu alors Directeur de l’Institut National d’Astronomie et de Géophysique, qui décidera la création officielle du « Centre de Données Stellaires » (CDS), en 1972, à l’observatoire de Strasbourg, avec pour premier directeur Jean Jung, l’un de ses élèves.
À la même époque, le directeur de l’Observatoire de Strasbourg, Pierre Lacroute, lançait les premières idées d’un satellite astrométrique qui permettrait de s’affranchir des effets néfastes de l’atmosphère et de la pesanteur sur la précision des mesures de positions, parallaxes trigonométriques et mouvements propres effectuées au sol. Jean Delhaye a été dès le début très sensible à ce projet, car tous les travaux sur la structure, la cinématique et la dynamique de notre Galaxie étaient lourdement handicapés par le manque de précision sur les distances et les mouvements des étoiles considérées. Nombre des acteurs majeurs de la préparation scientifique d’Hipparcos ont été recrutés par J. Delhaye, en particulier celles et ceux qui ont eu la responsabilité de la construction du programme d’observation du satellite.
En 1971, Jean Delhaye quitte l’observatoire de Paris pour diriger le nouvel institut national du CNRS, fondé par Jean-François Denisse en 1968, l’Institut national d’astronomie et de géophysique (INAG), chargé des grosses opérations d’investissement de ces disciplines. La première dont il a la charge est la construction d’un télescope optique de 4 mètres, inscrit au 5e plan d’équipement à l’initiative de Charles Fehrenbach, directeur de l’observatoire de Marseille. Jean Delhaye avait d’ailleurs, alors qu’il était encore directeur de l’observatoire de Paris, lancé une campagne de prospection des sites potentiels pour cet instrument. En 1973, la décision est prise de faire cette opération en coopération avec le Canada, et d’implanter le télescope dans l’île de Hawaï (USA), au sommet du Mauna Kea, à 4200 m d’altitude, sur le terrain de l’observatoire géré par l’université d’Hawaï. En 1974, une société (CFHT) est créée par les trois agences CNRS, CNRC (homologue canadien du CNRS) et l’université de Hawaï fournisseur du terrain et des locaux de la base-vie. La société CFHT a conduit les études du bureau de projet et géré la construction, puis le fonctionnement du télescope. Le télescope a été inauguré en septembre 1979.
Toujours en astronomie, une autre opération importante est la fondation de l’Institut de radioastronomie millimétrique (IRAM) en coopération avec l’Allemagne, avec une implantation en France au plateau de Bure dans les Alpes, et une autre dans le Sud de l’Espagne dans la Sierra Nevada. Le plateau de Bure abrite un interféromètre à grande résolution angulaire, et le site espagnol un radiotélescope millimétrique de 30 m de diamètre.
En géophysique, l’opération la plus importante pendant la direction de Jean Delhaye est la construction d’un sondeur ionosphérique près de Tromsø en Norvège, à près de 70° de latitude nord, pour l’étude des interactions des particules chargées en provenance du soleil avec l’ionosphère, prenant fréquemment la forme d’aurores boréales.
En 1979, à la fin de son mandat à l’INAG, et à la direction du département Terre-Océan-Espace du CNRS, Jean Delhaye retourne à l’observatoire de Paris. Il y reprend une activité scientifique en astrométrie, principalement orientée vers la préparation de la mission de l’Agence spatiale européenne Hipparcos. Il y retrouve ses anciens élèves, en particulier Catherine Turon, responsable de la constitution du catalogue d’entrée des sources devant être observées par le satellite.
Jean Delhaye prend sa retraite en février 1987. Jean Delhaye était membre correspondant de l’Académie des sciences depuis 1964, et membre du Bureau des longitudes dont il a été président.